# Dicksonia youngiae
Dicksonia youngiae är en ormbunkeart som beskrevs av Charles Moore. Dicksonia youngiae ingår i släktet Dicksonia och familjen Dicksoniaceae. Inga underarter finns listade.

## Bildgalleri

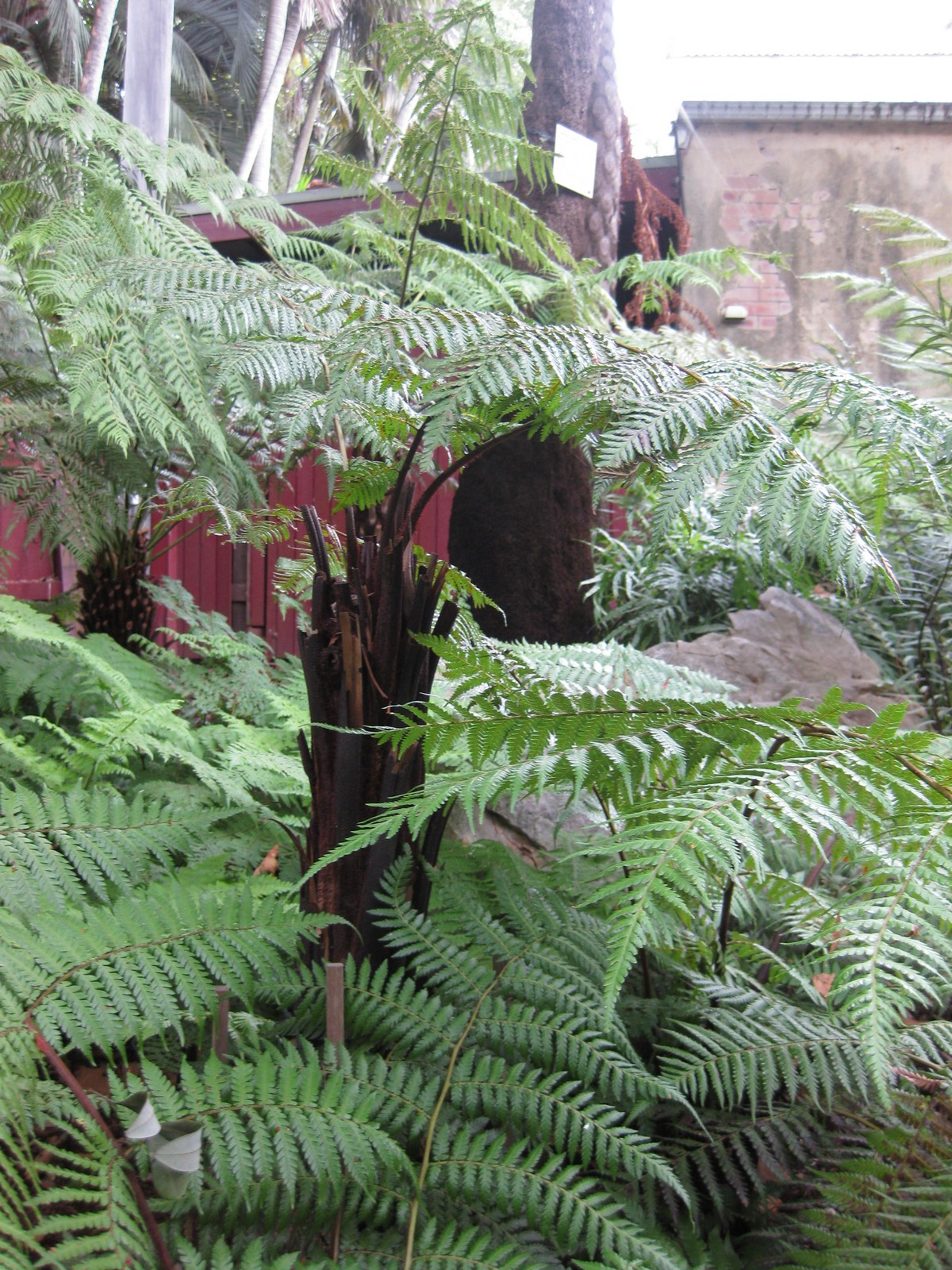
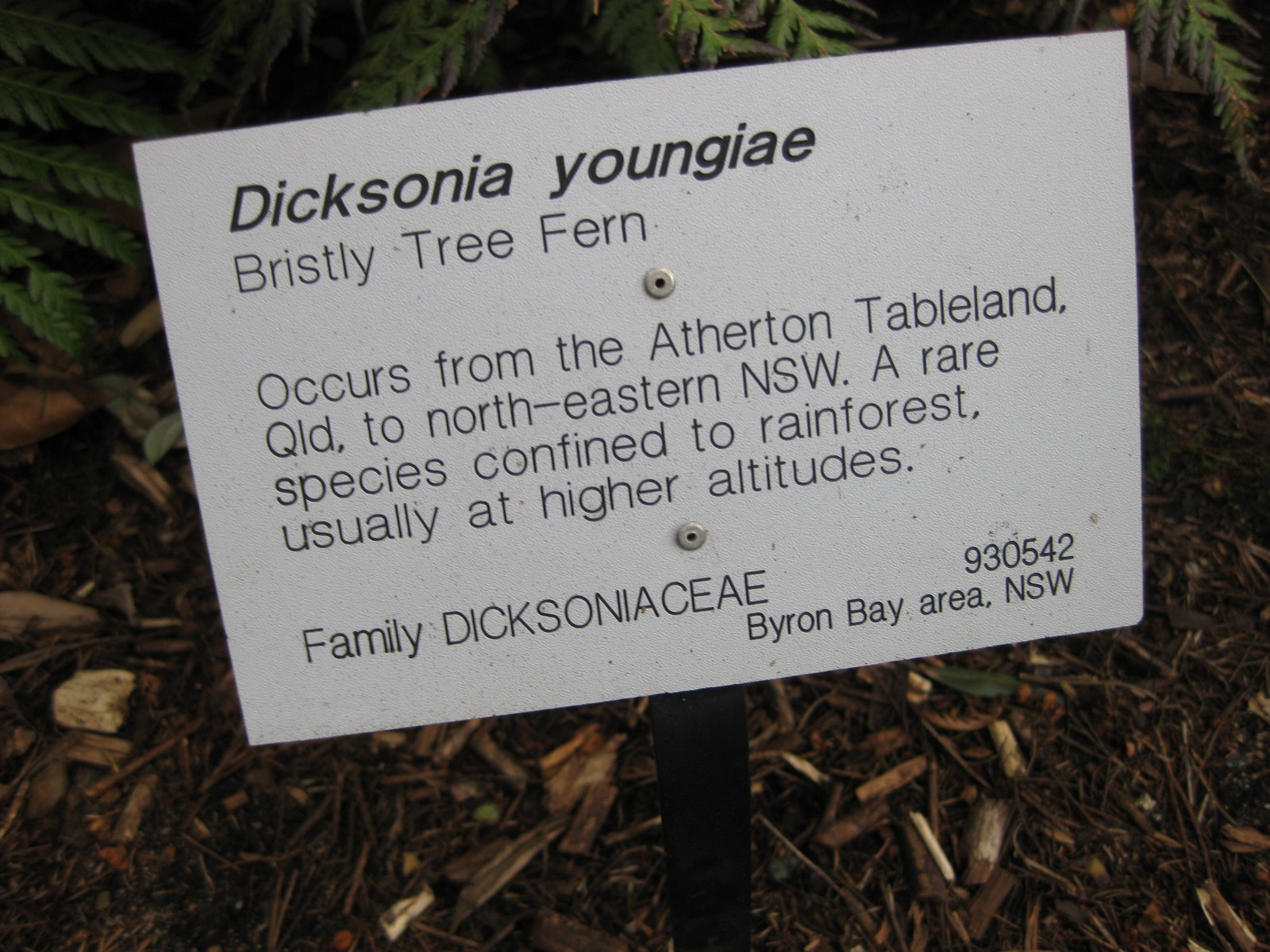